# Kałyniwka Druha
Kałyniwka Druha (ukr. Калинівка Друга) – osiedle na Ukrainie, w obwodzie winnickim, w rejonie chmielnickim, w hromadzie Kalinówka. W 2001 liczyło 253 mieszkańców, spośród których 250 wskazało jako ojczysty język ukraiński, 2 rosyjski, a 1 białoruski.